# Alteutha depressa
Alteutha depressa – gatunek widłonoga z rodziny Peltidiidae. Opisał go w 1837 roku szkocki zoolog William Baird, nadając mu nazwę Cyclops depressus.